# Duits Kruis
Het Duits Kruis, (Duits: Das Deutsche Kreuz of ook wel Deutsches Kreuz), niet te verwarren met het IJzeren Kruis of de katholieke Duitse Orde, is een door Adolf Hitler op 28 september 1941 ingestelde ridderorde.

## Aanleiding
De Duitse regering voelde behoefte aan een exclusieve onderscheiding naast de duizenden malen verleende Orde van het IJzeren Kruis en de Orde van het Kruis voor Oorlogsverdienste. In de Eerste Wereldoorlog was het ridderkruis met de zwaarden van de Huisorde van Hohenzollern meer dan 5000 maal toegekend om te voorkomen dat men de orde Pour le Mérite moest toekennen. Nu de Pruisische orde was vervangen door het ridderkruis van de Orde van het IJzeren Kruis kreeg het Duits Kruis deze rol.
Hitler liet vastleggen dat men alleen na het behalen van de Eerste Klasse van die twee orden een Duits Kruis, in zilver voor uitmuntend leiderschap aan het front ("Das Deutsche Kreuz in Silber wird verliehen für vielfache außergewöhnliche Verdienste in der militärischen Kriegführung.") en in goud voor meerdere daden die van uitzonderlijke dapperheid getuigden ("Das Deutsche Kreuz in Gold wird verliehen, für vielfach bewiesene außergewöhnliche Tapferkeit oder für vielfache hervorragende Verdienste in der Truppenführung."), kon ontvangen. Er zijn veel meer gouden dan zilveren kruisen verleend.

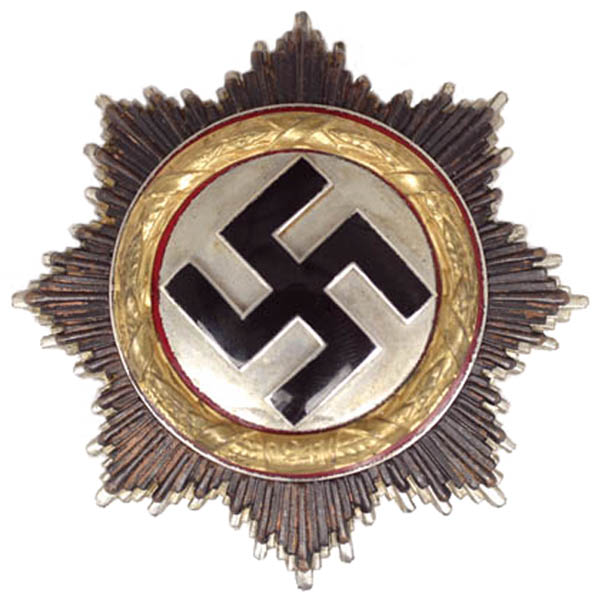
Duits Kruis in Goud

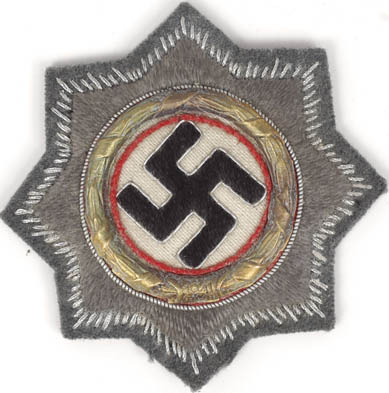
Duits Kruis in Goud, uitvoering van textiel.

Het Duits Kruis werd door professor Klein ontworpen.

## Rangorde

### Duits Kruis in zilver
Het Duits Kruis in zilver was een achtpuntige ster met zwart gemaakte zilveren stralen met glanzende zilveren punten. Rond het medaillon is een helder zilveren lauwerkrans gelegd. Op het witte medaillon staat een groot zwart op een punt gezet hakenkruis afgebeeld. Er werden ongeveer 2000 sterren uitgereikt.

### Duits Kruis in goud
Het Duits Kruis in goud was een achtpuntige ster met donkergouden stralen met zilveren punten. Rond het medaillon is een heldergouden lauwerkrans gelegd. Op het witte medaillon staat een groot zwart op een punt gezet hakenkruis afgebeeld. Er werden ongeveer 38.000 sterren uitgereikt.

### Duits Kruis in Goud met Briljanten[12][13]
Hitler liet een Duits Kruis in Goud met Briljanten wel in de ordestatuten opnemen maar hij heeft de met 105 briljanten versierde sterren nooit toegekend. Hoogstwaarschijnlijk was dat omdat deze een concurrent voor de exclusieve "gouden eikenbladeren met zwaarden en briljanten" bij het IJzeren Kruis zouden zijn. De 20 in oktober 1942 voor 2.800 Reichsmark per stuk bij de Fa. Hofjuweliere Rath in München bestelde sterren werden in de Rijkskanselarij in Berlijn onder de hoede van de voor onderscheidingen verantwoordelijke onderstaatssecretaris Dr. Heinrich Doehle bewaard. Toen het nazi-rijk ten onderging, verhuisde de Rijkskanselarij naar Kasteel Kleßheim bij Salzburg. Daar werden de 20 sterren met briljanten samen met tal van andere, vaak zeer kostbare, onderscheidingen door de Amerikanen buitgemaakt. Drie sterren met briljanten zijn in de collectie van de Amerikaanse regering beland en worden in de Militaire Academie van West Point tentoongesteld. De andere zeventien zijn als "aandenken" in de plunjezakken van soldaten terechtgekomen.

## Draagwijze
Men droeg het kruis dat in werkelijkheid een achtpuntige ster met stralen was, op de rechterborst. Duitse militairen droegen het kruis altijd op hun uniform en vervingen het daarom vaak door de veel gemakkelijker te dragen en geriefelijker stoffen uitvoeringen. De weinig subtiele vormgeving van de onderscheiding leidde bij het Duitse leger tot bijnamen als "Spiegelei" en "partijspeldje voor slechtzienden".

## Houders van beide klasse
- Robert Bader (18 maart 1945 goud en 14 februari 1943 zilver)
- Jürgen Bennecke (30 januari 1945 goud en 15 februari 1943 zilver)
- Wolfgang Bucher (23 februari 1944 goud en 14 februari 1943 zilver)
- Hans Hecker (19 februari 1942 goud en 19 februari 1942 zilver)
- Odilo Globocnik (7 februari 1945 goud en zilver 20 januari 1945)
- Franz Kaiser (1 januari 1945 goud en 8 juli 1943 zilver)
- Paul Meixner (11 februari 1943 goud en zilver 6 juni 1942)
- Ernst Merk (11 februari 1944 goud en zilver 6 juli 1942)
- Althaus Moeller (15 december 1943 goud en 30 mei 1942 zilver)
- Walter Rauff (7 februari 1945 goud en zilver 20 mei 1943)
- Eugen Felix Schwalbe (7 december 1944 goud en zilver 30 oktober 1943)
- Bodo Zimmermann (25 september 1944 goud en zilver 15 februari 1943)
- Paul Zieb (28 september 1944 goud en 18 mei 1944 zilver)

## Verdeling gedecoreerden in de Wehrmacht[7]
Duits Kruis in goud:
- Heer,           aantal: 14.639
- Kriegsmarine,                    aantal:  1481
- Luftwaffe, aantal:  7248
- SS en politie,     aantal:   822
- Buitenlanders,                           aantal:    14

Duits Kruis in zilver:
- Heer,                                aantal: 874
- Kriegsmarine,                        aantal: 105
- Luftwaffe,                           aantal:  65
- SS en politie,                       aantal:  70

## Het Duits Kruis in de Bondsrepubliek Duitsland
Op 26 juli 1957 nam de Duitse Bondsdag een wet aan waarin de dragers van het Duits Kruis werd toegestaan om de ster in een veranderde vorm te dragen. Men moet het hakenkruis op de gouden ster vervangen door een IJzeren Kruis met het jaartal "1939" en op de zilveren ster door een Kruis voor Oorlogsverdienste waarvan de swastika eveneens verwijderd is.

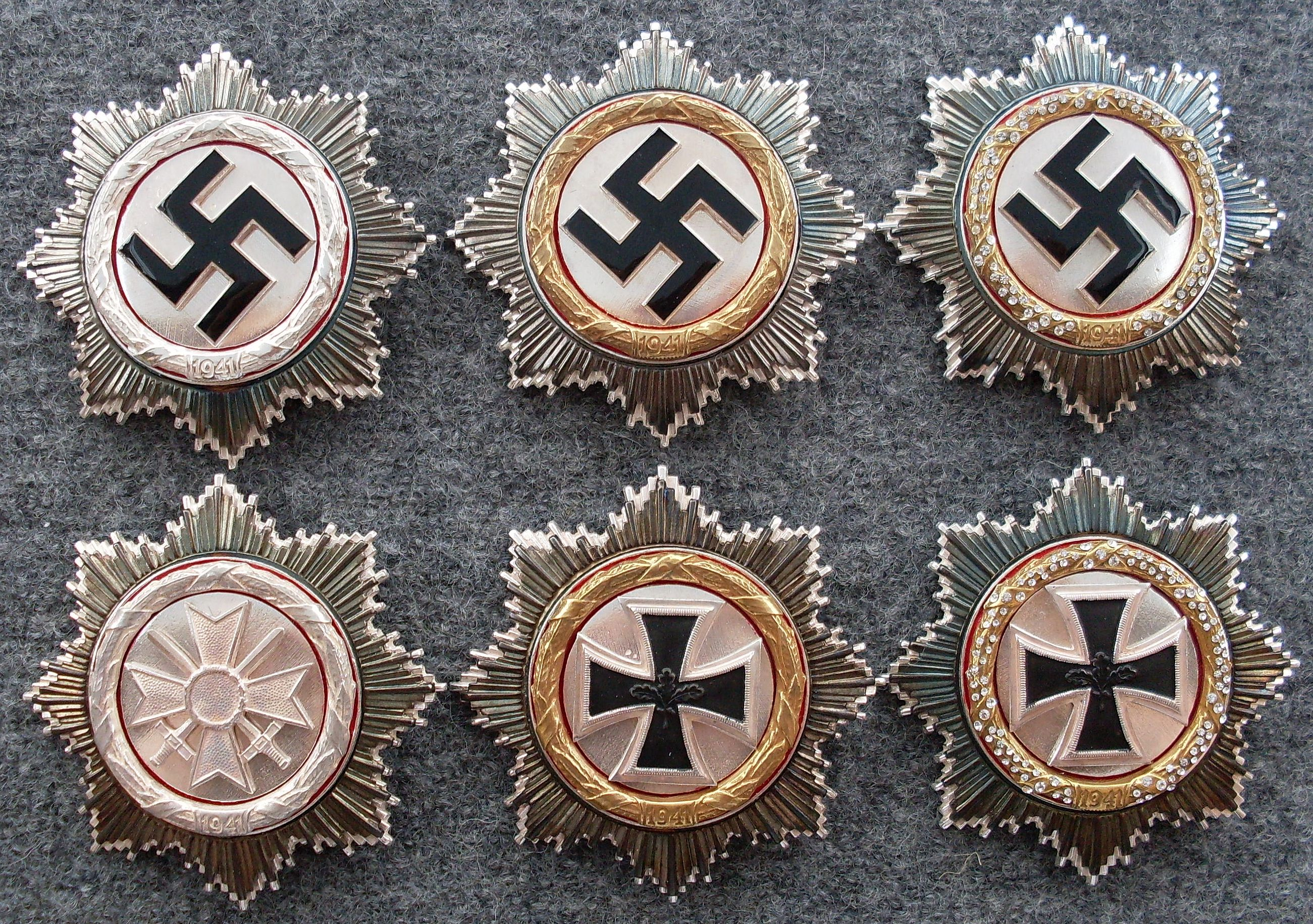
Overzicht van de originele uitvoering met eronder de versie die vanaf 1957 is toegestaan. V.l.n.r.: zilver, goud en goud met briljanten (allen replica's)

Het bezit en het tonen van de originele kruisen is in Duitsland aan strenge regels gebonden. Verzamelaars moeten een vergunning aanvragen en beloven dat zij de sterren niet voor rechts-radicale doelen zullen gebruiken. Men mag het kruis zelfs niet zonder meer afbeelden met de originele swastika.
Men verzamelt de oude nazi-orden desondanks op grote schaal en daarom werden er tal van kopieën en vervalsingen vervaardigd. Een stoffen kruis kostte in 2002 €1500,- (goud) of 2500,- (zilver) een origineel kruis bracht op de veiling €869,- (goud) of €1943,- (zilver) op.